# 石梅湾垃圾场
石梅湾垃圾场，是位於中华人民共和国海南省万宁市莲花的一個垃圾场。为解决辖区内垃圾堆放及处理的问题，2008年2月，海南省万宁市政府筹集5280万元在礼记镇莲花区域筹建万宁最大生活垃圾填埋场，2008年6月开工，并于2010年开始投入使用。